# ريد يونغ
ريد يونغ (بالإنجليزية: Red Young)‏ هو عازف لوحة المفاتيح أمريكي، ولد في 8 مايو 1948 في فورت وورث في الولايات المتحدة.

## وصلات خارجية
- ريد يونغ على موقع ميوزك برينز (الإنجليزية)
- ريد يونغ على موقع أول ميوزيك (الإنجليزية)
- ريد يونغ على موقع ديسكوغز (الإنجليزية)
- الموقع الرسمي